# Петров, Павел Яковлевич
Павел Яковлевич Петров (25 июня (7 июля) 1814, Санкт-Петербург — 7 (19) сентября 1875, Москва) — российский востоковед, лингвист-полиглот, заслуженный профессор Московского университета.

## Биография
Родился в Санкт-Петербурге 25 июня (7 июля) 1814 года. Его отец, Яков Осипович, был учителем во Втором кадетском корпусе; оставив службу в 1819 году, переселился в Москву, где занимался частным преподаванием до смерти, последовавшей в 1826 году. С этих пор молодой Павел Петров получал домашнее образование в доме князя Александра Петровича Оболенского (тогда губернатора в Калуге).
В 1828 году, выдержав экзамен, он был принят в приготовительное отделение Московского университета. Курс отделения (факультета) словесных наук университета со степенью кандидата он окончил в 1832 году. Был учеником профессора А. В. Болдырева, у которого специализировался по восточным языкам. Учился вместе с В.Г. Белинским, оставившем о своём друге восторженные отзывы.
В 1834 году по ходатайству академика Х. Френа он был включён в число воспитанников Дерптского профессорского института, но за неимением кафедры восточных языков в Дерпте слушал лекции в Санкт-Петербургском университете. Четыре года он изучал арабский, персидский и турецкий языки под руководством Сенковского, Шармуа, Деманжа, Мирзы Джафара и Х. Френа. В то же время самостоятельно изучал китайский язык и санскрит прибегая к помощи адъюнкта академии Р. Х. Ленца. Результатом занятий стал его труд: «Sitaharanam» (эпизод «Похищение Ситы» из санскритской поэмы «Адхьятмара-маяна»), с переводом, грамматическим анализом и комментариями, представленный в Императорскую Академию наук 1 декабря 1837 года. Печатание этого труда оказалось невозможным за отсутствием шрифта в академической типографии, тем не менее, Академия заинтересовалась молодым санскритологом и в 1838 году отправила его за границу совершенствоваться в санскрите. Два года провел он за границей, в Берлине, Париже, Лондоне, продолжая занятия по языкам и древностям Индии у Боппа (тот предсказывал молодому русскому славное научное будущее), Жобера, Бюрнуфа и др.; изучал богатые коллекции рукописей древнеиндийского эпоса — «Махабхараты» и «Рамаяны».
По возвращении в Россию 30 октября 1841 года, П. Я. Петров был определён исполняющим должность адъюнкта по вновь учреждённой кафедре санскритского языка в Казанский университет, где читал курсы санскритского языка и литературы, индийских древностей и истории Кашмирского царства; сверх этого, в 1849—1850 годах преподавал английский язык. Им была издана «Санскритская антология» (Казань, 1846).
С 16 января 1852 года он стал преподавать на кафедре санскритского языка Московского университета, которая вскоре стала называться кафедрой восточных языков — санскрита, арабского, персидского и еврейского. В мае 1856 года он был избран исполняющим должность экстраординарного профессора — «преподавал санскритский язык и литературу на русском языке шесть часов в неделю». После того, как в 1864 году Совет Санкт-Петербургского университета удостоил его степенью доктора санскритской словесности, П. Я. Петров был утверждён ординарным профессором Московского университета. С 1867 года он — заслуженный профессор Московского университета. Летом 1875 года пошатнувшееся здоровье заставило его выйти в отставку с чином действительного статского советника; вскоре он скончался в доме, где жил последнее время: дом Аблаженова в Дорогомилово-Тишинском переулке.
С 1868 года он являлся членом Общества любителей естествознания, антропологии и этнографии при Московском университете.
П. Я. Петров был учёным ориенталистом старой школы: чужой язык для него часто был не средством проникновения в содержание его литературы и не материалом для сравнения с другими языками, но единственной, прямой целью изучения. Идеалом было полное практическое овладение языком, как бы преображение в настоящего индуса, араба, перса и т. д. Интересны в этом отношении биографические сведения о Петрове, сообщаемые Н. В. Бергом («Русская старина», 1876, т. XVII): Петров употреблял «очень много времени на тончайшее изучение способа писания того или другого народа», причём употреблял и туземные орудия письма, «по-персидски он не только говорил, но и писал, и пел, и молился… качаясь в обе стороны и закрывая глаза». Петров знал ещё многие другие — калмыцкий, татарский и т. д. В библиотеке его, по собственному его счёту, имелись книги более чем на 100 языках. В частной жизни это был анахорет, человек не от мира сего. Лекции его не были обязательны для студентов, но тем не менее слушатели всегда находились, особенно для санскрита, который у него слушали и некоторые профессора (например, П. М. Леонтьев).
ОН был одним из первых преподавателей санскритской словесности в российских университетах, но дальнейшего влияния на успехи науки он не имел ни в качестве учителя, обязанности которого он исполнял с образцовой аккуратностью, ни как учёный исследователь и публицист, хотя он и пользовался известностью замечательного лингвиста, не ограничивавшегося какой-нибудь одной отраслью языков, о чём свидетельствует богатая библиотека из двух тысяч книг, перешедшая в собственность Московского университета. Будучи человеком скромным, весьма необщительным, он сосредоточивался на домашних занятиях, с трудом решаясь сообщать в печати результаты своих исследований. В результате, сохранился только ряд его небольших статей, носящих более случайный характер и для науки прошедших почти бесследно.

## Личная библиотека
В 1875 году сестра П. Я. Петрова, согласно завещанию, передала в дар Московскому университету личную библиотеку ученого (более двух тысяч томов) — собрание уникальных книг по востоковедению на 116 языках. В настоящий момент библиотека Петрова хранится в Отделе редких книг и рукописей Научной библиотеки МГУ имени М. В. Ломоносова.